# باصوفان
باصوفان (بالكردية: Basûfan‏) هي قرية سوريّة تتبع إداريّاً لمحافظة حلب منطقة عفرين ناحية مركز عفرين. بلغ تعداد سكانها 901 نسمة حسب التعداد السكاني لعام 2004، و2,059 نسمة حسب قيود السجل المدني لنهاية عام 2005. سكانها من الكرد الإيزيديين.

## باصوفان
باصوفان قرية سورية تتبع منطقة عفرين في محافظة حلب. تتميز بهوائها النقي وجوّها اللطيف وجمال الطبيعة وكانت مقصداً لقضاء فترة الصيف وخاصة المصطافين من مدينة حلب.
تقع قرية باصوفان بمقربة من قلعة سمعان حوالي 4 كم
على سفح هضبي متباين محليا يطلق على اسم المنطقة (جبل ليلون). فيها بقايا أثرية لأبنية وسوق وجدران كنيسة ومدافن وصهاريج أثرية منحوتة في الصخر، ومعاصر قديمة للزيوت، بالإضافة إلى مزار مرقد للشيخ علي.

## التصنيف التاريخي
صوفان سُكنت منذ العصور القديمة وتعود للعصر البيزنطي-الروماني وفيها العديد من الأثار.
```
يقال إن Sofan تعني«قس» وهو رجل دين مسيحي، وكامل الاسم يعني «بيت القس».
```

أما الأسدي فيقول نقلا عن الأب شلحت إنه من الآرامية: بيت شوفْنا: بيت القطر، /ج 2، ص 32 /.
أما الخوري برصوم /ص 58 / فيقول أنه بمعنى «الحد أو النهاية»،
ولكن حسب رأيه أن الاسم بمعنى «بيت الملاح أو بيت الصابون» محل تصنيع الصابون لوجود أشجار الزيتون حولها.

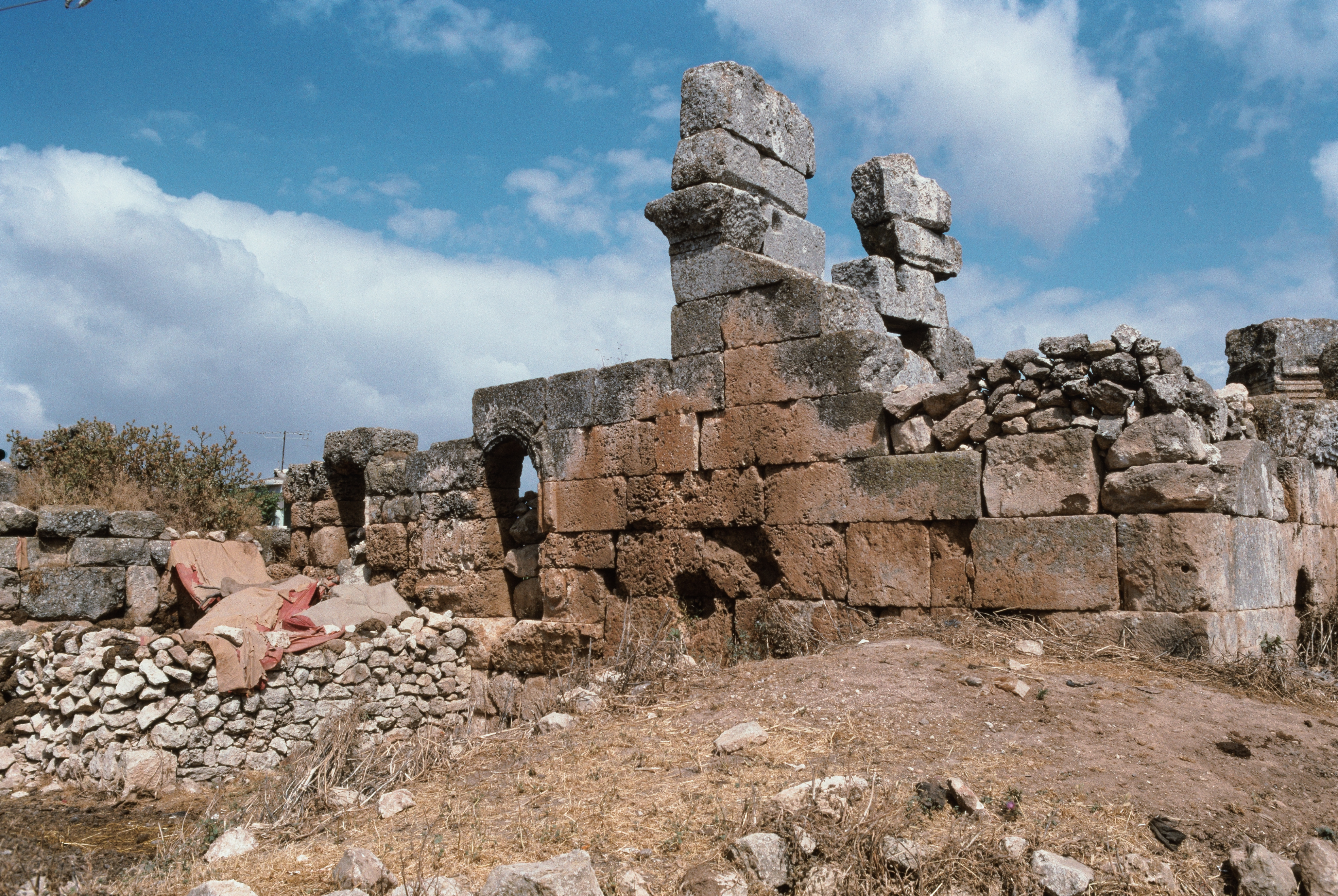
الواجهة الجنوبية لكنيسة القديس فوكاس في باصوفان. تصوير فرانك كيدنر

وهنالك رواية أخرى تقول: أنه كان يسكن في موقع القرية بعض المتصوفة من أتباع الديانة الإيزيدية، وكان سكان القرى المجاورة يقصدونهم لأجل شفاء مرضاهم بالأدعية، فيقولون حينها:
لنذهب إلى عند الصوفيين Ba sofiyan , ثم أدمجت الكلمتان وأصبحتا اسما للمكانBasofan و Basofiyan .

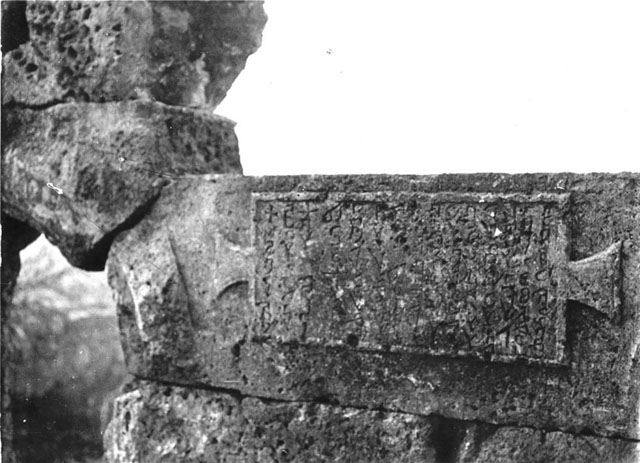
نقش باللغة السريانية في كنيسة القديس فوكاس في باصوفان

كما أن شيخ علي أحد شيوخ الإيزيديين كان يقول: بأن أصلها من «بازيوان» وهي اسم قرية في منطقة خالتان في شمالي كردستان، جاء منها أوائل سكانها الإيزيديين، ثم حرف الاسم مع الزمن إلى باسوفان، وأعتقد أن هذا الرأي لايناقض رواية الأهالي بصدد وجود متصوفين فيها وربما كانوا من تلك القرية أو وافدين من منطقتهم الأصلية خالتان.
- قرية كبيرة تقع على سطح جبل ليلون. فيها بقايا أثرية لأبنية وسوق وجدران كنيسة ومد افن وصهاريج أثرية منقورة في الصخر، ومعاصر قديمة للزيوت والخمور. سكانها من الأكراد الإيزيدية، يوجد مزار شيخ علي في وسطها.

## السكان
إجمالي عدد سكان القرية يقارب 2000 شخص معظمهم يتبعون الديانة الإزيدية.
وقد هاجر أغلب سكان باصوفان إلى أوروبا خصوصا بعد الأحداث الأخيرة التي وقعت عام 2011 في سوريا، واستقر أغلبهم في ألمانيا.

## نبذة عن الموقع
تقع باصوفان على مسافة /4/كم من الجهة الشرقية الشمالية لقلعة سمعان، من أهم آثارها كنيسة القديس فوقاس التي يعود تاريخها لعام 491-496 ميلادية وأثار لأبنية تاريخية قديمة كما تضم حصنا صغيرا.
وأهم ما يميزها عن غيرها أثار مميزة مثل وجود أعمدة بأخاديد حلزونية وفيها بعض القبور المدافن القديمة.
كما انها تشتهر بزراعة الزيتون وععد من أنواع الأشجار المثمرة،
ويمكن الوصول إليها من طريق قلعة سمعان باصوفان أو من طريق حلب اعزاز عند مفرق حيان مروراً بقرية برج حيدر.